# Питовранов Євгеній Петрович
Євгеній Петрович Питовранов (20 березня 1915, село Князєвка Петровського повіту Саратовської губернії, тепер Саратовської області — 30 листопада 1999, Москва) — генерал-лейтенант держбезпеки, керівник радянської розвідки і контррозвідки, діяч держбезпеки Узбецької РСР; у відставці — голова Президії Торгово-промислової палати СРСР і Італо-радянської торгової палати. Нагороджений Указом Президії Верховної Ради СРСР від 29 жовтня 1948 «за успішне виконання спеціального завдання Уряду» по боротьбі з націоналістичним підпіллям в Західній Україні. Депутат Верховної Ради СРСР 2-го скликання.

## Біографія
Народився в родині священника (потім сільського вчителя) і вчительки. У 1930 році закінчив 8 класів єдиної трудової школи, у 1933 році — школу фабрично-заводського училища Рязано-Уральської залізниці, де навчався на токаря, з березня до грудня 1933 року — секретар комітету ВЛКСМ школи ФЗУ.
З грудня 1933 року працював токарем на Саратовському паровозоремонтному заводі, через травму тимчасово працював черговим по станції Саратов-1, у березні 1934 року обраний секретарем комітету ВЛКСМ станції.
У вересні 1934 — листопаді 1938 року — студент Московського електромеханічного інституту інженерів залізничного транспорту, після 4-го курсу направлений на роботу до НКВС.
Під час навчання в інституті, в жовтні 1937 року вступив у ВКП(б).
Службу розпочав оперуповноваженим 3-го відділу ГУДБ НКВС СРСР, 15 грудня 1938 року направлений до УНКВС по Горьковській області: в.о. начальника 3-го відділу УДБ УНКВС, з лютого 1939 року — начальник 1-го, з червня 1939 року — 2-го відділів Економічного відділу УНКВС.
З 31 травня 1940 до 26 лютого 1941 року — заступник начальника УНКВС по Горьковській області.
26 лютого — 31 липня 1941 року — начальник УНКВС по Горьковській області.
З 23 серпня 1941 до 25 грудня 1942 року — заступник начальника УНКВС по Горьковській області.
25 грудня 1942 — 7 травня 1943 року — начальник УНКВС по Кіровській області.
7 травня 1943 — 22 березня 1944 року — начальник УНКДБ по Кіровській області.
22 березня 1944 — лютий 1945 року — начальник УНКДБ по Куйбишевській області.
З 10 лютого 1945 до 4 червня 1946 року — народний комісар (з 1946 року — міністр) державної безпеки Узбецької РСР.
4 червня — 7 вересня 1946 року — заступник начальника Другого головного управління МДБ СРСР (управління контррозвідки).
7 вересня 1946 — 31 грудня 1950 року — начальник Другого головного управління МДБ СРСР (управління контррозвідки).
31 грудня 1950 — 29 жовтня 1951 року — заступник міністра державної безпеки СРСР.
29 жовтня 1951 року заарештований по неправдивому звинуваченню у т.зв. «справі Абакумова». Був підданий тортурам, але неправдивих свідчень не надав. 2 листопада 1952 року Питовранова звільнили з ув'язнення зі зняттям звинувачень.
З 5 січня до 11 березня 1953 року — начальник Управління з розвідки за кордоном ГРУ МДБ СРСР.
17 березня — 21 травня 1953 року — заступник начальника 2-го Головного управління МВС СРСР.
21 травня — 17 липня 1953 року — 1-й заступник начальника Першого Головного Управління МВС СРСР.
У липні 1953 року його відряджають у Берлін, де з липня 1953 до березня 1954 року працював Уповноваженим МВС СРСР у Німецькій Демократичній Республіці (НДР). З березня 1954 до 23 березня 1957 року — Уповноважений КДБ при РМ СРСР у Німецькій Демократичній Республіці (НДР).
Одночасно, з 18 травня 1954 до 16 листопада 1955 року — начальник Інспекції з питань безпеки при Верховному комісарі СРСР у Німеччині та заступник Верховного комісара СРСР у Німеччині, з 16 листопада 1955 року — старший радник КДБ при РМ СРСР при органах МДБ НДР.  Упродовж 1953—1957 років під керівництвом Питовранова Апарат Уповноваженого провів низку заходів із зриву антирадянських планів НАТО.
23 березня 1957 — 20 лютого 1960 року — начальник 4-го Управління КДБ при РМ СРСР.
5 березня 1960 — грудень 1961 року — старший консультант КДБ при зовнішньополітичній розвідці Китайської Народної республіки, де допомагав становленню органів розвідки цієї держави. Надалі, під час відклику з КНР радянських радників КДБ залишався єдиним радянським відомством, що зберігало зв'язки з Китаєм.
З грудня 1961 до 27 лютого 1962 року перебував у розпорядженні Управління кадрів КДБ при РМ СРСР.
З 27 лютого 1962 до 14 грудня 1965 року — начальник Вищої школи КДБ СРСР ім. Ф. Е. Дзержинського.
У травні 1964 року закінчив Вищу партійну школу при ЦК КПРС (заочно).
З січня 1966 року — в діючому резерві КДБ СРСР.
У 1966 році Питовранов обраний заступником, а з 1971 року — 1-м заступником голови Президії Торгово-промислової палати СРСР.
З 14 березня 1983 до 19 січня 1988 року очолював Торгово-промислову палату СРСР; упродовж ряду років був також віце-президентом Італо-радянської (пізніше італо-російської) торгової палати.
З січня 1988 року — персональний пенсіонер у Москві.
Помер 30 листопада 1999 року в Москві. Похований на Троєкуровському кладовищі.

## Звання
- лейтенант державної безпеки (10.11.1938);
- старший лейтенант державної безпеки (17.07.1939);
- капітан державної безпеки (29.03.1941);
- комісар державної безпеки (14.02.1943);
- генерал-майор (9.07.1945);
- генерал-лейтенант (14.01.1956).

## Нагороди
- орден Леніна (25.04.1979);
- орден Жовтневої Революції (13.06.1975);
- 2 ордени Червоного Прапора (1943; 26.08.1954);
- 2 ордени Вітчизняної війни І ст. (31.08.1946, 29.10.1948);
- 2 ордени Трудового Червоного Прапора (28.11.1941, 22.09.1971);
- орден Дружби народів (20.03.1985);
- 4 ордени Червоної Зірки (20.09.1943, 23.01.1946, 24.08.1949, 5.11.1954);
- орден «Знак Пошани» (3.06.1942);
- нагрудний знак «Почесний співробітник держбезпеки» (23.12.1957);
- 13 медалей.